# ラビ・ユダヤ教
ラビ・ユダヤ教（ラビ・ユダヤきょう、ヘブライ語: יהדות רבנית, רבניים‎、英語: Rabbinic Judaism）は、有史以来実際上のユダヤ人・ユダヤ教の主流派・多数派であり、新約聖書・キリスト教文献によれば、イエス・キリスト時代には「ファリサイ派（パリサイ派）」と呼ばれていたユダヤ教宗派のことである。ラビ的ユダヤ教、ラビのユダヤ教とも。ラビの説教や解説を中心としたユダヤ教であることから、このように呼ばれている。口伝トーラー、４世紀末以降に成文化され編纂されたタルムードなどのラビ文献を聖典としており、通常ユダヤ教と言う場合には、このラビ・ユダヤ教を指す場合が非常に多い。正統派（ダーティー、ヘブライ語: יהדות אורתודוקסית‎）、超正統派（ハレーディー）をはじめ、有史以来現在まで続く、あらゆるユダヤ人・ユダヤ教の基礎となる傾向が、現実的にラビ・ユダヤ教の流れを汲んでいる。
エルサレムの第二神殿が崩壊するまでは、ユダヤ教においては「サドカイ派」という神殿祭儀を執り行う人たちが力を持っていたが、神殿が崩壊した後は、神殿祭儀を行えなくなったため、サドカイ派も神殿とともに姿を消した。これに伴い、神殿に依存しない、ラビによる律法（ミツヴァー、ハラハー）についての実践と学びを中心としたファリサイ派が生き残ることとなった。（「イエス」をラビと考えた場合、「イエス」の教えは実際には先代の多くのラビ、クムラン教団など当時の多くのユダヤ教宗派に由来し、新しいものではないので、ラビ・ユダヤ教の変種・異端と考えることもできる）
132年の第二次ユダヤ戦争の結果、ローマ帝国からエルサレムへのユダヤ教徒立ち入りが禁じられ、神殿を失ってユダヤ教徒が各地に散らばった結果、ユダヤ教信仰は神殿祭祀を離れ、信仰や共同体はラビらによる律法の研究解釈やそれによる生活の指導と統制によって維持されることになっていき、今日の我々のイメージにある中世から現代にいたるラビ・ユダヤ教とユダヤ社会のイメージに形作ることとなった。
ちなみに、ラビもタルムードの権威をも認めず、ただ「モーセのトーラー（ミクラー本文）」のみを聖典とするカライ派（9世紀にはじまる）や、タルムードを完全否定したシャブタイ派（サバタイ派）なども、ユダヤ教の一種であるが、歴史的に伝統的ユダヤ教とは激しい対立を経験し、また現実的に改宗者を受け入れず、非常に少数派である。
ラビ・ユダヤ教の範疇に入ると考えられている超正統派（ミスナグディーム）、およびハシディームは、メシア思想が非常に強く、シャブタイ派（サバタイ派）の影響をも受けていると言われている。